# (21539) Josefhlávka
(21539) Josefhlávka, désignation internationale (21539) Josefhlavka, est un astéroïde de la ceinture principale.

## Description
(21539) Josefhlavka est un astéroïde de la ceinture principale. Il fut découvert le 20 août 1998 à l'Observatoire d'Ondřejov par Petr Pravec. Il présente une orbite caractérisée par un demi-grand axe de 3,18 UA, une excentricité de 0,03 et une inclinaison de 13,2° par rapport à l'écliptique.

## Compléments